# راي ودارد (لاعب كرة قدم)
راي ودارد (بالإنجليزية: Ray Woodard)‏ هو مدرب كرة قدم ولاعب كرة قدم أمريكي، ولد في 20 يوليو 1936، وتوفي في 16 يوليو 2009 في شيلبي في الولايات المتحدة.